# Bledi krémes
A bledi krémes (szlovén neve blejska kremšnita) Bled városának és Szlovéniának is a szimbóluma, melyet Bled lakosai és az odalátogató turisták is rendszeresen fogyasztanak.
1953-ban a Park szálloda cukrászatában készítette először a magyar származású Ištvan Lukačevič (Lukacsevics István), és a szállodával szembeni kávézóban jelenleg is kapható.
Népszerűsége ma is töretlen, több százezer darabot adnak el évente. 2019. október 5-én ünnepelték a 15 milliomodik krémes eladását a Park szálloda kávézójában. A jubileum tiszteletére 115 díjat rejtettek el a krémesekben. A 15 milliomodik krémest vásárló élete végéig minden nap betérhet egy ajándék krémesre a kávézóba.
A 15 millió szelet süteményt 131 tonna lisztből, 8 437 000 tojásból és 1 556 000 liter tejből készítették.
Az itt kapható klasszikus, eredeti krémes a legdrágább, de a Bledi-tó környékén számos helyen lehet még jó minőségű krémest vásárolni alacsonyabb áron is.
A hagyományos vaníliás ízűn kívül készítenek még csokoládés és gyümölcsös változatot is.

## Története
A krémes sütemény az Osztrák–Magyar Monarchia idejéig vezethető vissza a 18–19. században. Majdnem minden országnak, amely ekkor Habsburg uralom alatt állt, mai napig megvan a saját, különböző nevű krémes  változata. Boszniának a krempita, a lengyeleknek a kremówka, a szlovákoknak a krémeš. A sütemény szlovén verziója egy nemrégiben[mikor?] kiadott, eredetiséget védő rendelkezésnek köszönhetően csak a Bledi-tó partján található árusoknál kapható.
A bledi krémes talán a Magyarországon kapható krémeshez hasonlít leginkább (de kevésbé édes), egy kissé a francia mille-feuillehez (ezerlapos krémes)  
és az olasz millefogliehez (ezer lapocska) is, de e két utolsó sokkal több lapból áll.
A legendás krémes Ištvan Lukačevič érdeme, ő készítette először Bledben a Park Hotelben és a mai napig az ő évekig kikísérletezett receptje alapján készítik. 
A magyar származású cukrász a vajdasági Zentáról költözött Bledbe, ahol a Park Hotel cukrászatában kapott állást. Kicsit átalakította az eredeti receptet, a tojáskrém felét felcserélte tejszínhabbal, így sokkal lágyabb, könnyebb sütemény jött létre.
A finom desszert nem csak a főnökének ízlett, hanem felkerült az étlapra, és a szálloda vendégei körében is óriási sikert aratott. 1953 óta emblematikus fogás Bledben.  
A helyiek szerint nem csupán sütemény, hanem műalkotás, melyet legendák öveznek. A tésztát hétszer hajtják össze pihentetés előtt, a krémet pontosan hét percig főzik, a süteményt hét szeletre vágják, szigorúan 7×7 cm-es méretűre.
A bledi megalapítóján kívül még híres Angela Zupan, akit a helyiek a krémes anyjának hívtak, ő készítette a süteményt a leghosszabb ideig, 1967-től 25 éven át.

## Elkészítése
Az eredeti, különleges ízhatású krémes titka, hogy csak friss alapanyagokból készítik, sok tojással, vaníliával, tejszínnel és teljesen adalékanyagmentes, az összetevők mennyiségét pedig nagyon pontosan mérik ki.
A ropogós tésztalapon könnyű vaníliakrém, rajta tejszínhab, majd a tetején újra tésztaréteg, ami bőven meg van hintve porcukorral.
Tésztáját soha nem margarinnal, hanem mindig vajjal készítik, ropogósra, aranybarnára sütik, így az tökéletesen áttörhető, felvágásnál a krém nem omlik össze, evésnél minden egyes villával áttört falatnál, minden rész együtt kóstolható, anélkül, hogy a sütemény összelapulna vagy szétesne.
A lisztet a Vajdaságból veszik, mert a szlovén liszt a páratartalom miatt nem megfelelő.
Ezért, a szigorúan mért mennyiségtől és az átszitálásától lesz a krém rezgő, se nem folyékony, se nem túl szilárd.
A desszertet a mai napig kézzel készítik, az eredeti recept alapján, naponta többször is.
A süteményt nemcsak a helyszínen lehet fogyasztani, hanem elvitelre be is csomagolják.

## Kalóriaértéke
Egy 180 grammos szelet tartalma:
- 454 kalória
  - 43 g szénhidrát 39%
  - 26 g zsír 53%
  - 9 g fehérje 8%

## Díj
A 21,5 millió embert vonzó, 2015. május 1. és október 31. között megrendezett Milánói Expón 144 ország mellett, saját pavilonnal, Szlovénia is képviseltette magát.
A kiállítás ideje alatt felmérések szerint nagyon sok ember a 10 leginkább meglátogatni érdemesként szavazta meg a szlovén pavilont, mely naponta átlagosan 7100 látogatót vonzott, október 20-án pedig a látogatóinak száma már az egymilliót is túllépte. A sikerben jelentős része volt a Conditus vállalat által gyártott szlovén büszkeségnek, a bledi krémesnek, melyet az Expo szervezői a tíz legjobb desszert közé választottak. A címért sok ország és kiállító versengett.